# Sweet Girl (film)
Sweet Girl è un film del 2021 diretto da Brian Andrew Mendoza e con protagonisti Jason Momoa, Isabela Merced e Manuel Garcia-Rulfo.

## Trama
A Pittsburgh, una donna di nome Amanda Cooper si ammala di una rara forma di cancro. A suo marito, l'esperto di sopravvivenza Ray Cooper, viene detto che un farmaco potenzialmente salvavita per Amanda è stato ritirato dal mercato giorni prima che il suo trattamento iniziasse, a causa del CEO di BioPrime Simon Keeley che ha pagato il produttore per ritardare la produzione. Guardando Keeley in un dibattito dal vivo con la deputata Diana Morgan, Ray chiama e minaccia Keeley, dicendo che se non annulla la sua decisione, lo ucciderà. Keeley non prende sul serio la minaccia e Amanda muore poco dopo, devastando Ray e la loro figlia, Rachel.
Sei mesi dopo, Ray riceve una telefonata da un giornalista, Martin Bennett, che gli dice di avere prove di attività criminali commesse dalla BioPrime. Si incontrano in metropolitana, seguiti inconsapevolmente da Rachel e da un sicario di nome Santos. Bennett spiega che la BioPrime ha corrotto chiunque metta in dubbio le loro azioni sporche, ma prima che possa condividere le sue informazioni, Santos lo pugnala a morte. Mentre il treno si ferma in una stazione, Santos pugnala Ray e mette fuori combattimento Rachel, lasciandoli entrambi sul binario in fin di vita. Due anni dopo, Ray ha seguito ossessivamente i movimenti di Keeley. Ray si finge un cameriere per infiltrarsi nell'asta di beneficenza della BioPrime in modo da poter interrogare Keeley. Keeley dice che non sa nulla e gli dice che il responsabile è il presidente della BioPrime, Vinod Shah. Dopo una brutale lotta che lascia morta una delle guardie del corpo di Keeley,
Ray insieme a Rachel si nascondono in un motel fuori città. Rachel, preoccupata che suo padre sia andato troppo oltre, contatta l'agente dell'FBI Sarah Meeker e cerca di convincerla a esaminare la BioPrime. La mattina dopo, due mercenari irrompono nel motel e Ray li uccide entrambi, provocando ulteriore tensione tra lui e Rachel. Ray ha intenzione di inseguire Shah e lascia che Rachel lo aiuti a intrappolare Shah. Ray cerca di interrogarlo, ma Shah si rifiuta di parlare e viene presto ucciso da Santos. Ray e Rachel si incontrano con Santos in una tavola calda e, dopo che Santos ammette di essere solidale con la causa di Ray, rivela che Morgan è il suo vero datore di lavoro. Dice anche a Rachel che si incontreranno di nuovo molto presto.
Tornato in città, Ray subisce un'imboscata dall'FBI e fugge sul tetto di uno stadio di baseball. Mentre Meeker cerca di calmarlo, viene rivelato che "Ray" è in realtà Rachel. Ray è morto per le ferite riportate in metropolitana e Rachel, affetta da PTSD e disturbo dissociativo dell'identità, si dedicò completamente a mettere fine alla sua ricerca di vendetta. Si tuffa nel fiume ma perde i sensi e viene caricata su un'ambulanza. Dopo essersi liberata e aver schiantato il veicolo, individua l'ufficio della campagna di Morgan, dove Santos la sta aspettando. Nonostante inizialmente sia riuscito a sottometterla strangolandola e quasi affogandola, Rachel riesce a recuperare le forze e pugnala a morte Santos. Affronta Morgan e registra segretamente la sua ammissione di essere stata corrotta dalla BioPrime per contratti governativi e di aver ordinato l'omicidio di Bennett e Ray. Dopo aver inviato la registrazione all'FBI e fatto arrestare Morgan, Rachel ottiene un passaporto falso, scambia i suoi soldi con criptovalute e si imbarca su un aereo verso un futuro incerto.

## Produzione

### Sviluppo
Nel luglio 2019 è stato annunciato che Jason Momoa era entrato nel cast del film per interpretare il protagonista con Brian Andrew Mendoza alla regia mentre Philip Eisner, Gregg Hurwitz e Will Staples si sarebbero occupati della sceneggiatura. Nell'ottobre 2019 Isabela Merced si è unita al cast. Successivamente nel dicembre 2019 Manuel Garcia-Rulfo, Raza Jaffrey, Adria Arjona, Justin Bartha, Lex Scott Davis, Michael Raymond-James, Dominic Fumusa, Brian Howe, Nelson Franklin, Reggie Lee e Marisa Tomei si sono uniti al cast.

### Riprese
Le riprese del film sono state girate a Pittsburgh in Pennsylvania tra l'11 novembre 2019 e l'11 febbraio 2020.

## Promozione
Il primo trailer del film è stato diffuso il 9 luglio 2021 su Netflix.

## Distribuzione
Il film è disponibile in streaming su Netflix dal 20 agosto 2021.